# Ben Simmons
Benjamin David Simmons, detto Ben (Melbourne, 20 luglio 1996), è un cestista australiano con cittadinanza statunitense, di ruolo playmaker e ala grande, professionista nella NBA.
Figlio di Dave Simmons, professionista in Australia, si è affermato in Nazionale già a 17 anni: faceva parte della rosa che ha disputato due partite nel Campionato oceaniano 2013, vinto proprio dall'Australia. L'anno prima ha giocato anche il mondiale Under-17, concluso da vicecampione.

## Caratteristiche tecniche
È un giocatore dotato di un ottimo fisico (211 cm e 109 kg di peso), a cui si aggiunge la spiccata capacità di andare a rimbalzo (come dimostrano le numerose doppie-doppie prima alla high school e poi al college) e la notevole abilità nel passare la palla, per la quale il suo gioco è stato paragonato a LeBron James e a Magic Johnson. A causa di un mediocre tiro dalla media e di un tiro da fuori dall'arco veramente scarsi, sfrutta la sua abilità e il suo fisico per penetrare in mezzo all'area, come dimostrano i numerosi tiri liberi (di cui però è pessimo tiratore) guadagnati nel corso della stagione NCAA.

## Carriera

### High school

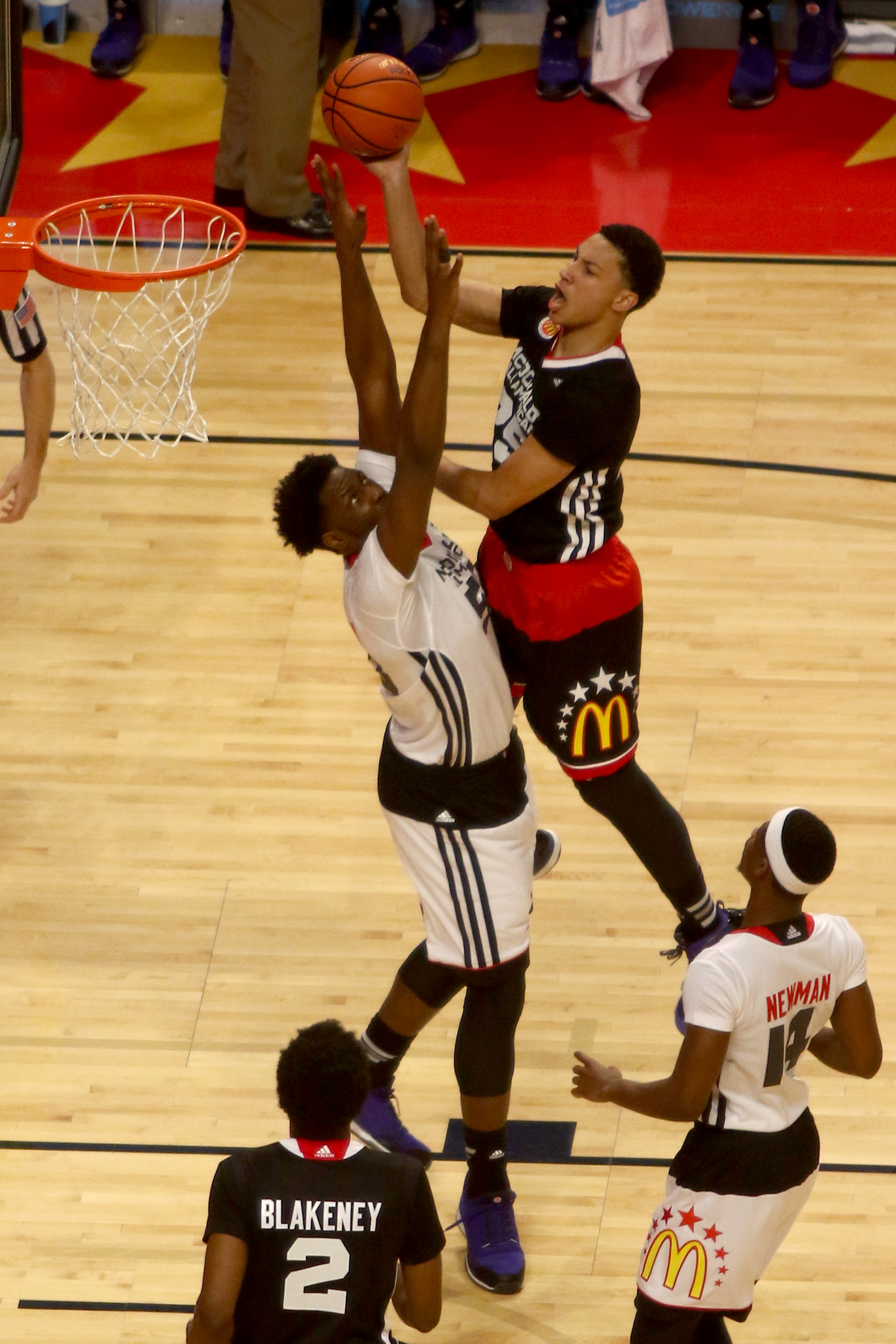
A canestro contro Caleb Swanigan.

Nel gennaio del 2013 Simmons si trasferisce con la famiglia a Montverde, Florida, per frequentare la Montverde Academy e subito inizia a giocare per la squadra della sua scuola. Nell'aprile dello stesso anno Ben aiuta la sua squadra a vincere il torneo nazionale della High School nella finale contro i New Jersey's St Benedict's per 67-65, rimontando uno svantaggio di 16 punti. In estate torna in Australia per giocare con i Bullen Bloomers che militavano nella lega Big V australiana.
Nella stagione 2013-14 giocata a Montverde mette a segno 18.5 punti, 9.8 rimbalzi, 2.7 assist di media a partita tirando il 69% dal campo e il 77% ai tiri liberi. Quell'anno inoltre fa registrare 88 stoppate. Montverde termina la stagione con un record di 28-0, vincendo poi la finale contro l'Oak Hill Academy al Madison Square Garden. Simmons registra una doppia doppia con 24 punti e 12 rimbalzi e viene eletto MVP della partita.
Prima della sua ultima stagione a Montverde, il 12 novembre 2014 firma un preaccordo per andare a giocare a livello di college per la Louisiana State University. Montverde finisce con un record di 28-1 e Simmons registra, giocando in tutte le partite, 28 punti, 11,9 rimbalzi, 4 assist e 2,6 rubate di media a partita tirando con il 70,7% dal campo e registrando 24 doppie doppie. Grazie alle sue prestazioni Montverde vince il suo terzo campionato studentesco consecutivo battendo di nuovo l'Oak Hill Academy al Madison Square Garden. Viene nuovamente eletto MVP della competizione avendo segnato durante i tre giorni del torneo 58 punti e catturato 35 rimbalzi.
Al termine della sua carriera in High School ESPN lo classifica al primo posto tra i migliori prospetti liceali della nazione per la classe del 2015.

### College
Prima del suo anno da freshman, Simmons gioca una tournée in Australia con i suoi LSU Tigers. Simmons debutta con la maglia dell'Università della Louisiana il 15 agosto battendo i Newcastle All-Stars per 89-75 e mettendo a segno la sua prima doppia doppia con la nuova maglia frutto di 22 punti e 10 rimbalzi. Nelle cinque gare giocate in Australia, LSU vince solo 3 volte ma Benjamin mette a segno 20 punti e 9 rimbalzi di media.
Il 13 novembre 2015 Simmons esordisce in NCAA contro McNeese State mettendo a segno la sua prima doppia doppia da 11 punti e 13 rimbalzi. LSU inizia la stagione con un record di 3-0 prima dell'ottima prestazione di Simmons nella sconfitta contro Marquette University per 80-81 condita da 21 punti, 20, rimbalzi, 7 assist e 2 rubate dell'australiano. Dopo altre due sconfitte, LSU torna alla vittoria contro North Florida per 119-108 grazie a una meravigliosa prestazione di Simmons da 43 punti, 14 rimbalzi, 7 assist, 5 rubate e 3 stoppate. L'ultimo giocatore dei Tigers ad aver segnato 43 punti in una partita era stato Shaquille O'Neal il 28 dicembre 1991 contro Northern Arizona. Il 5 gennaio 2016, dopo l'ennesima doppia doppia (14 punti e 10 rimbalzi) nella vittoria contro Kentucky University, è stato definito da Magic Johnson il miglior giovane dai tempi di LeBron James.

### NBA

#### Philadelphia 76ers

##### L'infortunio al piede e il premio di Rookie dell'anno (2016-2018)

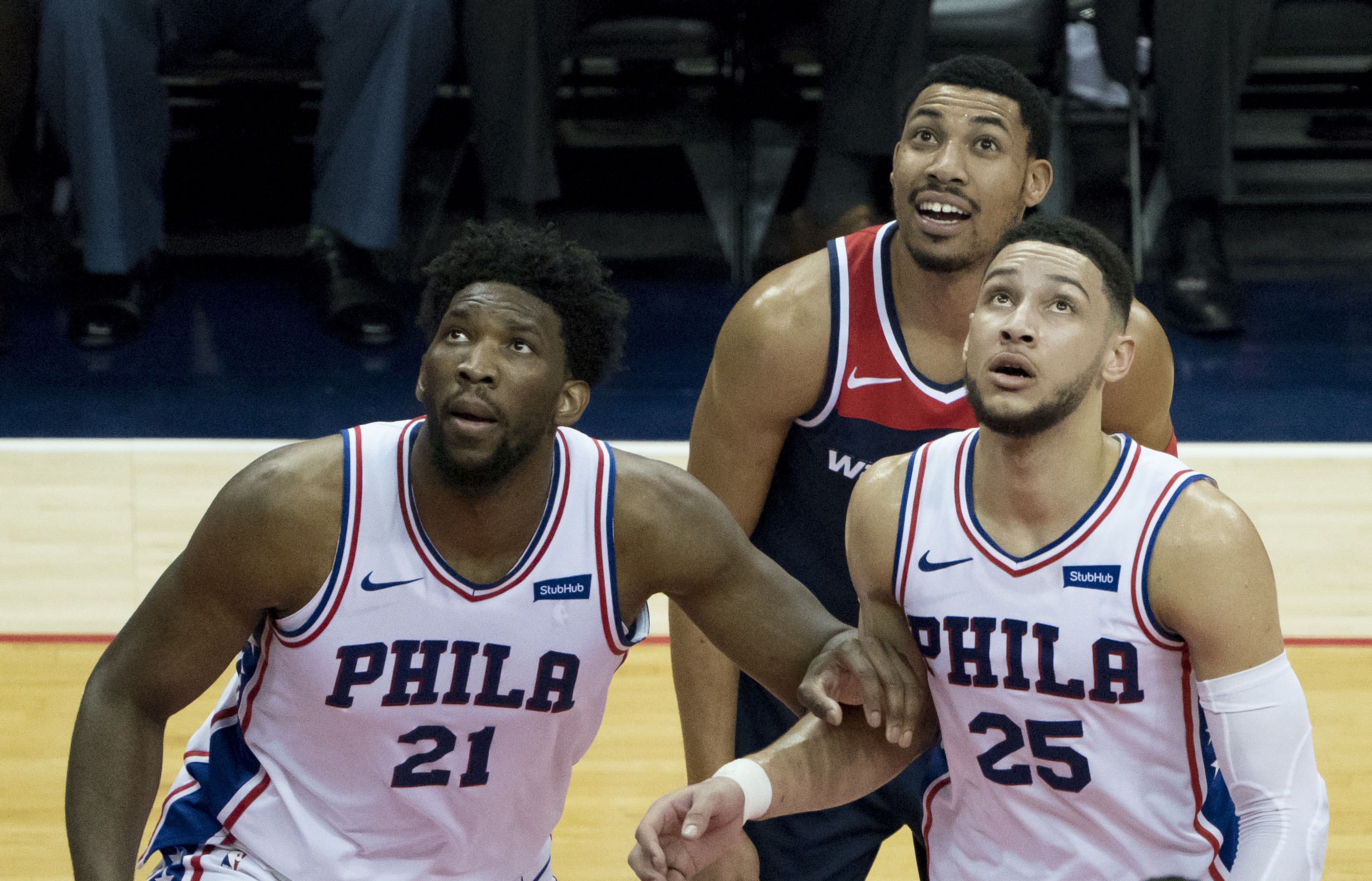
Simmons con Joel Embiid, suo ex compagno di squadra.

Si rende eleggibile per il Draft NBA 2016, svoltosi al Barclays Center di Brooklyn il 23 giugno, nel quale viene scelto con la prima scelta assoluta dai Philadelphia 76ers, diventando il secondo giocatore di LSU (dopo Shaquille O'Neal) a venire selezionato come prima scelta assoluta. Si mette subito in mostra alla Summer League, dove mette in luce le sue abilità nel passaggio e nel rimbalzo, sfiorando la tripla-doppia in molte occasioni. Viene così nominato nel primo quintetto della manifestazione. Il 30 settembre 2016 si frattura però il quinto metatarso del piede destro, vedendosi obbligato a saltare tutta la stagione.
Simmons inizia la sua carriera NBA nella stagione 2017-2018. Si mette subito in mostra per la sua completezza, finendo in doppia doppia nelle prime quattro partite e realizzando una tripla doppia solamente alla sua quarta partita NBA, come prima ci erano riusciti solo Oscar Robertson e Art Williams Conclude una fantastica stagione da rookie (in cui trascina Philadelphia al terzo posto nella Eastern Conference, vincendo 16 partite di fila, massimo nella storia della franchigia) con 15,8 punti, 8,1 rimbalzi e 8,2 assist a partita (con 12 triple-doppie a referto), venendo prima convocato al Rising Star Challenge e poi premiato con il premio di Rookie of the Year. Simmons e i suoi Sixers vengono però successivamente eliminati alle semifinali di conference dai Boston Celtics con il punteggio di 4-1.

#### Brooklyn Nets

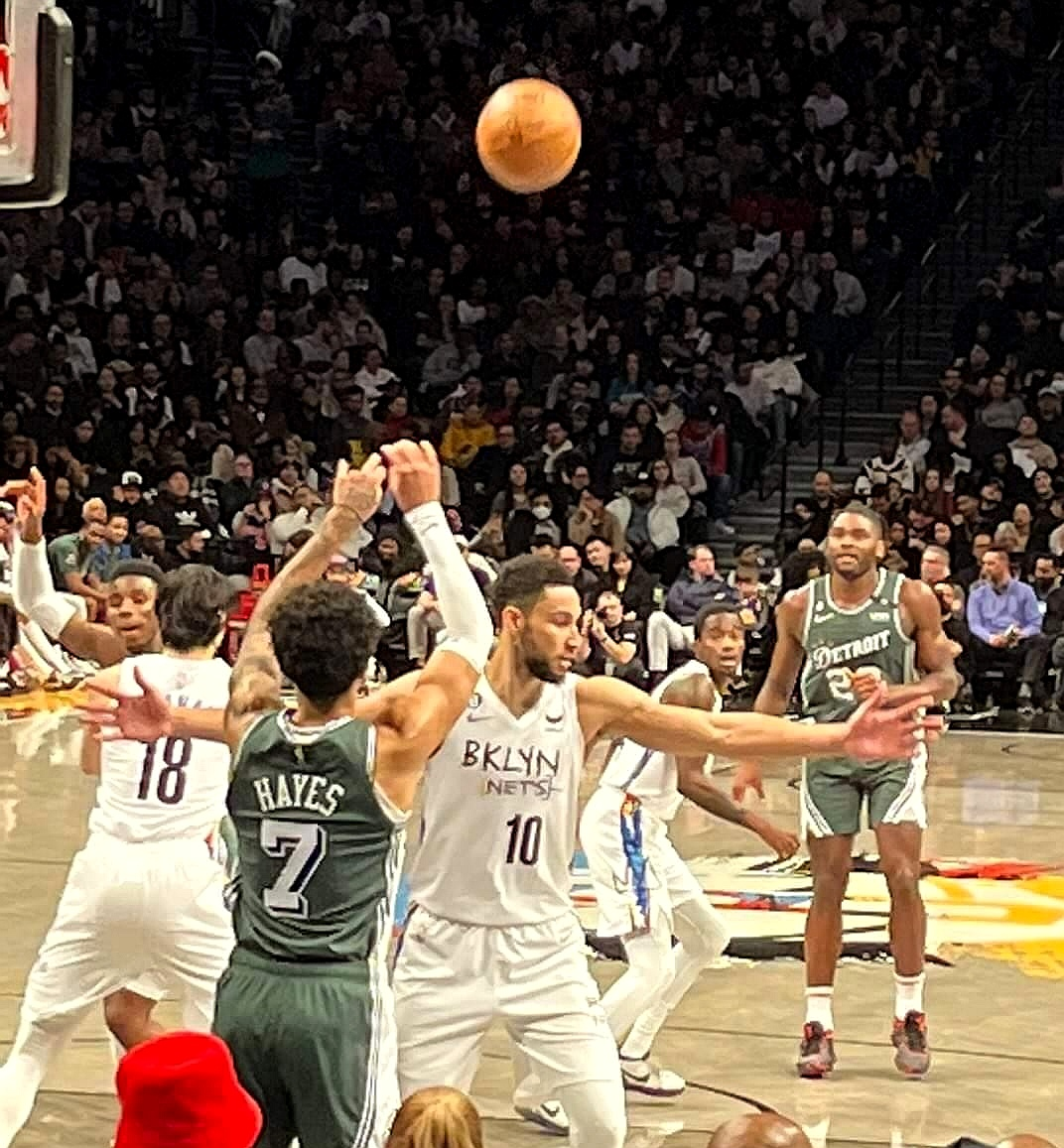
Ben Simmons con i Brooklyn Nets in una partita contro i Detroit Pistons

Dopo essersi rifiutato di giocare per Philadelphia nella stagione 2021-22, il 10 febbraio viene ceduto ai Brooklyn Nets insieme a Andre Drummond e Seth Curry, in cambio di James Harden e Paul Millsap. Tuttavia non ha potuto giocare per il resto della stagione per un'ernia alla schiena. Il 28 marzo, i Brooklyn Nets hanno escluso Simmons per il resto della stagione NBA 2022-2023. L'azione è stata intrapresa per consentire a Simmons di sottoporsi a riabilitazione per un problema alla schiena.
L'8 febbraio 2025 viene tagliato dai Nets.

#### Los Angeles Clippers
Il 10 febbraio 2025 si accasa ai Los Angeles Clippers.

### Nazionale
Simmons fece i suoi inizi nella squadra nazionale australiana alla FIBA Oceania Championship 2013 contro la Nuova Zelanda, appena un mese dopo il suo 17º compleanno. Segnò 4 punti in due partite.
Nel luglio 2014, Simmons fu nuovamente convocato per la Coppa del mondo FIBA, ma non venne selezionato per la rosa finale di 12 giocatori. Anche se dichiarò di voler partecipare ai Giochi della XXXI Olimpiade a Rio de Janeiro in rappresentanza il suo paese, in seguito ha rinunciato per potersi concentrare completamente sulla attività NBA. Ha fatto la stessa scelta anche in vista dei Mondiali 2019.

## Statistiche
| * | Primo nella lega |

### NCAA
| Anno      | Squadra    | PG | PT | MP   | TC%  | 3P%  | TL%  | RP   | AP  | PRP | SP  | PP   |
| --------- | ---------- | -- | -- | ---- | ---- | ---- | ---- | ---- | --- | --- | --- | ---- |
| 2015-2016 | LSU Tigers | 33 | 32 | 34,9 | 56,0 | 33,3 | 67,0 | 11,8 | 4,8 | 2,0 | 0,8 | 19,2 |
| Carriera  | Carriera   | 33 | 32 | 34,9 | 56,0 | 33,3 | 67,0 | 11,8 | 4,8 | 2,0 | 0,8 | 19,2 |

#### Massimi in carriera
- Massimo di punti: 43 vs North Florida (2 dicembre 2015)[25]
- Massimo di rimbalzi: 20 vs Marquette (23 novembre 2015)
- Massimo di assist: 10 vs North Carolina State (24 novembre 2015)
- Massimo di palle rubate: 7 vs Kentucky (5 marzo 2016)
- Massimo di stoppate: 3 (2 volte)
- Massimo di minuti giocati: 40 (6 volte)

### NBA

#### Regular Season
| Anno      | Squadra            | PG  | PT  | MP   | TC%  | 3P%  | TL%  | RP  | AP  | PRP  | SP  | PP   |
| --------- | ------------------ | --- | --- | ---- | ---- | ---- | ---- | --- | --- | ---- | --- | ---- |
| 2017-2018 | Philadelphia 76ers | 81  | 81  | 33,7 | 54,5 | 0,0  | 56,0 | 8,1 | 8,2 | 1,7  | 0,9 | 15,8 |
| 2018-2019 | Philadelphia 76ers | 79  | 79  | 34,2 | 56,3 | 0,0  | 60,0 | 8,8 | 7,7 | 1,4  | 0,8 | 17,0 |
| 2019-2020 | Philadelphia 76ers | 57  | 57  | 35,4 | 58,0 | 28,6 | 62,1 | 7,8 | 8,0 | 2,1* | 0,6 | 16,4 |
| 2020-2021 | Philadelphia 76ers | 58  | 58  | 32,4 | 55,7 | 30,0 | 61,3 | 7,2 | 6,9 | 1,6  | 0,6 | 14,3 |
| 2022-2023 | Brooklyn Nets      | 42  | 33  | 26,3 | 56,6 | 0,0  | 43,9 | 6,3 | 6,1 | 1,3  | 0,6 | 6,9  |
| 2023-2024 | Brooklyn Nets      | 15  | 12  | 23,9 | 58,1 | -    | 40,0 | 7,9 | 5,7 | 0,8  | 0,6 | 6,1  |
| 2024-2025 | Brooklyn Nets      | 33  | 24  | 25,0 | 54,7 | -    | 69,2 | 5,2 | 6,9 | 0,8  | 0,5 | 6,2  |
| 2024-2025 | L.A. Clippers      | 18  | 0   | 16,4 | 43,4 | -    | 85,7 | 3,8 | 3,1 | 0,7  | 0,4 | 2,9  |
| Carriera  | Carriera           | 383 | 344 | 31,1 | 55,8 | 13,9 | 59,2 | 7,4 | 7,2 | 1,5  | 0,7 | 13,1 |
| All-Star  | All-Star           | 2   | 0   | 23,0 | 92,9 | -    | 50,0 | 6,0 | 6,0 | 1,5  | 0,5 | 13,5 |

#### Play-off
| Anno     | Squadra            | PG | PT | MP   | TC%  | 3P% | TL%  | RP  | AP  | PRP | SP  | PP   |
| -------- | ------------------ | -- | -- | ---- | ---- | --- | ---- | --- | --- | --- | --- | ---- |
| 2018     | Philadelphia 76ers | 10 | 10 | 36,9 | 48,8 | 0,0 | 70,7 | 9,4 | 7,7 | 1,7 | 0,8 | 16,3 |
| 2019     | Philadelphia 76ers | 12 | 12 | 35,1 | 62,1 | -   | 57,5 | 7,1 | 6,0 | 1,3 | 1,0 | 13,9 |
| 2021     | Philadelphia 76ers | 12 | 12 | 33,5 | 62,1 | 0,0 | 34,2 | 7,9 | 8,8 | 1,3 | 0,8 | 11,9 |
| 2025     | L.A. Clippers      | 5  | 0  | 8,4  | 33,3 | -   | -    | 1,4 | 0,8 | 0,2 | 0,8 | 0,8  |
| Carriera | Carriera           | 39 | 34 | 31,6 | 56,7 | 0,0 | 52,0 | 7,2 | 6,6 | 1,2 | 0,9 | 12,2 |

#### Massimi in carriera
- Massimo di punti: 42 vs Utah Jazz (16 febbraio 2021)[26]
- Massimo di rimbalzi: 22 vs New York Knicks (13 gennaio 2019)
- Massimo di assist: 17 vs Detroit Pistons (23 dicembre 2019)
- Massimo di palle rubate: 7 (2 volte)
- Massimo di stoppate: 4 (2 volte)
- Massimo di minuti giocati: 52 vs Oklahoma City Thunder (15 dicembre 2017)

## Palmarès
- McDonald's All-American Game (2015)
- Naismith Prep Player of the Year (2015)
- Samsung All-NBA Summer League First Team (2016)
- NBA Rookie of the Year Award: (2018)
- NBA All-Rookie First Team: (2018)
- NBA All-Defensive Team: 2

First team: 2020, 2021
- NBA All-Star Game: 3

2019, 2020, 2021
- All-NBA Team: 1

Third Team: 2020
- Migliore giocatore per palle rubate nella stagione NBA: (2020)